# 让·瑟勒芒斯
让·瑟勒芒斯（Jan Anna Gumaar Ceulemans，1957年2月28日—），比利时退役足球运动员，曾是比利时国家足球队出场最多的球员（96场），後來才被超越。
瑟勒芒斯出生于利尔，1974年成为职业球员，效力于利尔斯SK，1978年转会至布鲁日足球俱乐部，之后在该队效力13年，直至退役。